# American History X-cellent
«American History X-cellent» (с англ. — «Американская история») — семнадцатый эпизод двадцать первого сезона мультсериала «Симпсоны».

## Сюжет
Мистер Бёрнс устраивает вечеринку, но только для себя, заставляя прислуживать и ставить бродвейский мюзикл своих рабочих забесплатно. Гомер, Ленни и Карл расстраиваются и залезают в винный погреб мистера Бёрнса, где очень сильно напиваются. Мистер Бёрнс обнаруживает это и звонит в полицию. Полицейские приезжают, но обнаруживают, что дома у мистера Бёрнса есть краденные картины. Он арестован, его сажают в клетку и везут по городу, насмехаясь над ним. Мистер Бёрнс оставляет Смитерса за главного. Сначала Карлу, Ленни и Гомеру Смитерс нравился, как начальник. Но однажды он услышал, как Гомер в Таверне Мо унизил его, и Смиттерс стал относиться к своим работникам иначе. Теперь они хотят, чтобы на АЭС вернулся мистер Бёрнс, которого не скоро освободят. Тем временем Лиза и Барт ухаживают за муравьями, пока Маленький Помощник Санты не съедает всех муравьёв, кроме одного.